# Ormosil
Los ormosils son silicatos orgánicamente modificados (acrónimo de organilly modified silicate).

## Sono-Ormosils
El Sono-Ormosil es una forma especial que es caracterizada por el tipo de producción assistido por irradiación ultrasónica. La sonicación es una técnica eficaz para la síntesis de polímeros.
Durante el proceso de dispersión, las fuerzas de cizallamiento cavitacional se extienden y rompen las cadenas en un proceso no aleatorio. El resultado es una disminución del peso molecular y la polidispersidad. Además, los sistemas multifase quedan muy eficientemente dispersados y emulsionados, proporcionando mezclas muy finas. Esto significa que el ultrasonido aumenta la velocidad de polimerización más que la agitación convencional, obteniendo mayores pesos moleculares con menores polidispersidades.
Los ormosils se obtienen al añadir silano al gel de sílice derivado durante un proceso sol-gel. El producto es un compuesto de escala molecular con las propiedades mecánicas mejoradas. Los sono-ormosils se caracterizan por tener una densidad más alta que los geles clásicos, así como una estabilidad térmica mejorada. Una explicación de esta modificación podría ser debido a un mayor grado de polimerización.